# John Karlin
Pour les articles homonymes, voir Karlin.
John Elias Karlin (28 février 1918 — 28 janvier 2013) est un psychologue industriel américain dont les recherches ont conduit à l'invention du clavier téléphonique à touches (en) alors qu'il travaillait chez Bell Labs,.
Pionnier en ergonomie, Karlin a entrepris des recherches empiriques sur l'utilisabilité de systèmes d'entrée numérique et sur la capacité des personnes à se souvenir de chiffres.

## Biographie
Fils d'épiciers, Karlin est né à Johannesbourg en Afrique du Sud. Il a étudié à l'Université du Cap, et a obtenu une licence en musique, en philosophie et en psychologie et un master en psychologie. Il a été violoniste concertiste dans l’orchestre symphonique local et appartenu à un quatuor à cordes.
Il déménage aux États-Unis où il obtient un doctorat de l'université de Chicago et où il étudie le génie électrique au MIT.
Durant la Seconde Guerre mondiale Karlin dirige des recherches en psychoacoustique pour l'armée américaine puis rejoint après la guerre Bell Labs où il devient le psychologue en chef. Il crée le département d'ingénierie des facteurs en 1947 et prend sa tête en 1951. Il reste à Bell Labs jusqu'à sa retraite en 1977.
Karlin a été marié deux fois et a deux enfants.